# Edith Austin
Edith Austin Greville (Hawarden, 15 dicembre 1867 – 27 luglio 1953) è stata una tennista britannica.

## Biografia
Figlia del reverendo Edward ed Elizabeth Austin che si trasferiscono a Broadhempston, nel Devon, dove il padre è il vicario, e successivamente a Rendlesham, nel Suffolk, dove il pdre è il rettore. 
Tra il 1893 e il 1919, partecipa 16 volte ai Campionati di Wimbledon e ottenne i migliori risultati nel 1894 e nel 1896 quando raggiunge la finale del torneo all-comers. Nel 1894 perde contro Blanche Hillyard in due set (6-1, 6-1), vincendo solo due partite. Nelle sue ultime due apparizioni a Wimbledon nel 1913 e nel 1919 gioca anche nel doppio e nel doppio misto.
Nel 1891 vince l'Exmouth LTC Tournament contro Lilian Pine-Coffin . Vince anche il titolo di singolare ai Campionati del Kent in sei occasioni (1894-97, 1899, 1900). Vince i Campionati del Middlesex nel 1894 e di nuovo nel 1905. Nel 1894, sconfigge May Arbuthnot in una finale di tre set nei British Covered Court Championships, giocati sui campi di legno del Queen's Club di Londra. L'anno successivo, 1895, perde il titolo nella sfida contro Charlotte Cooper . Dal 1896 al 1899 vince quattro titoli consecutivi, sconfiggendo Cooper due volte in finale. Nel 1894, 1899 e 1901 vince il torneo su erba dei Campionati di Londra.
Nel 1896 arriva seconda ai Campionati del Sud dell'Inghilterra a Eastbourne, perdendo la finale in tre set contro Blanche Bingley-Hillyard.
Nel 1899 sposa il collega tennista Turketil George Pearson Greville, figlio del contrammiraglio John Stapleton Greville,.